# Аронштам, Григорий Наумович
Григо́рий Нау́мович А́ронштам (родился в 1893 году, Борзна, Борзнянский уезд, Черниговская губерния, Российская империя — казнён 19 марта 1938 года, «Коммунарка», Московская область, РСФСР, СССР) — советский партийный и государственный деятель, одна из многочисленных жертв сталинских репрессий. Старший брат армейского комиссара 2-го ранга Л. Н. Аронштама.

## Биография
Родился в 1893 году в местечке Борзна Черниговской губернии, сын торгового агента; приходился старшим братом Илье, Лазарю и Борису Аронштамам.
С 1900 года жил с семьей в городе Лодзь. Окончил Лодзинское мануфактурно-промышленное училище по химическому отделению (1902—1911) и три курса Киевского коммерческого училища (1911—1914).
Член РСДРП(б) с 1913 года. В марте 1914 года арестован по делу подпольной типографии. Исключён из училища, приговорён к высылке в Енисейскую губернию. С мая 1915 года на поселении в селе Богучанское Пинчугской волости Енисейского уезда, затем в сёлах Иленское и Клюквенное, учительствовал и служил счетоводом.
После Февральской революции 1917 года освободился и приехал в Москву, избран членом Исполнительной комиссии Железнодорожного райкома РСДРП(б), председателем Железнодорожного райсовета, гласным Железнодорожной районной Думы.
С октября 1917 года член Железнодорожного районного военно-революционного комитета (ВРК). Участвовал в установлении советской власти в Москве.
- 1917—1918 годы — комиссар путей сообщения при Президиуме Московского городского Совета.
- март — август 1918 года — ответственный секретарь Железнодорожного райкома РСДРП(б) (Москва).

Служба в РККА:
- август 1918 — март 1919 годов — член политотдела революционного военного трибунала Пинего-Печерского края.
- с августа 1919 по январь 1920 года — начальник политотдела войск Северо-Двинского направления, с января 1920 года — начальник политотдела 54-й стрелковой дивизии. В январе — марте 1920 года — начальник Политотдела 18-й стрелковой дивизии, член Усть-Сысольского горкома ВКП(б).
- март— май 1920 года — в распоряжении Главполитпути, заведующий Политотделом Московско-Казанской железной дороги.
- май—июль 1920 года — начальник музейного отдела Главполитпути.
- июль—август 1920 года — член президиума московского районного Союза железнодорожников, член Московского комитета ВКП(б).
- сентябрь— декабрь 1920 года — заместитель начальника политотдела 1-й Конной армии.
- январь— июль 1921 года — начальник агитационно-пропагандистского подотдела политотдела 1-й Конной армии.
- июль — август 1921 года — начальник политуправления Северо-Кавказского военного округа.
- с августа 1921 по февраль 1922 года — начальник Военной коллегии Главного управления политического просвещения Народного комиссариата просвещения РСФСР.

На партийной и государственной работе:
- июнь 1922 — январь 1924 годов — ответственный секретарь Бауманского райкома РКП(б) города Москвы, член МК ВКП(Б).
- январь — февраль 1924 года — член президиума Московской городской контрольной комиссии РКП(б).
- февраль 1924 — май 1926 годов — ответственный секретарь Областного комитета РКП(б) Вотской автономной области, Ижевск.
- февраль 1926 — 1 мая 1928 года — ответственный инструктор ЦК ВКП(б).
- с 11 мая 1928 по август 1930 годы — 1-й секретарь ЦК КП(б) Туркмении.
- с 1930 года — в организационно-распределительном отделе ЦК ВКП(б).

- С 13 июля 1930 по 26 января 1934 являлся членом Центральной контрольной комиссии ВКП(б)[1].

- 26 января—10 февраля 1934 года делегат XVII съезда ВКП(б)[2].
- 1934—1936 годы — начальник государственной инспекции цен Наркомата финансов СССР, затем начальник государственной торговой инспекции Наркомата внутренней торговли СССР.
- с 1937 по январь 1938 годов — старший консультант Центральной инспекции Народного комиссариата пищевой промышленности СССР.

21 января 1938 года арестован, 19 марта того же года расстрелян. Посмертно реабилитирован 3 марта 1956 года.
В 1920 году делегат VII Всероссийского Съезда Советов.
Делегат X (1921), XII (1923), XIII (1924), XIV (1925), XV (1927),  XVI (1930) и XVII (1934) съездов партии. 